# دونپورت، پلیموث
longitudeدونپورت، پلیموثlatitudeدونپورت، پلیموث
دونپورت، پلیموث (به انگلیسی: Devonport, Plymouth) یک عوارض جغرافیایی در بریتانیا است که در پلیموث واقع شده‌است.